# Abigail Barlow

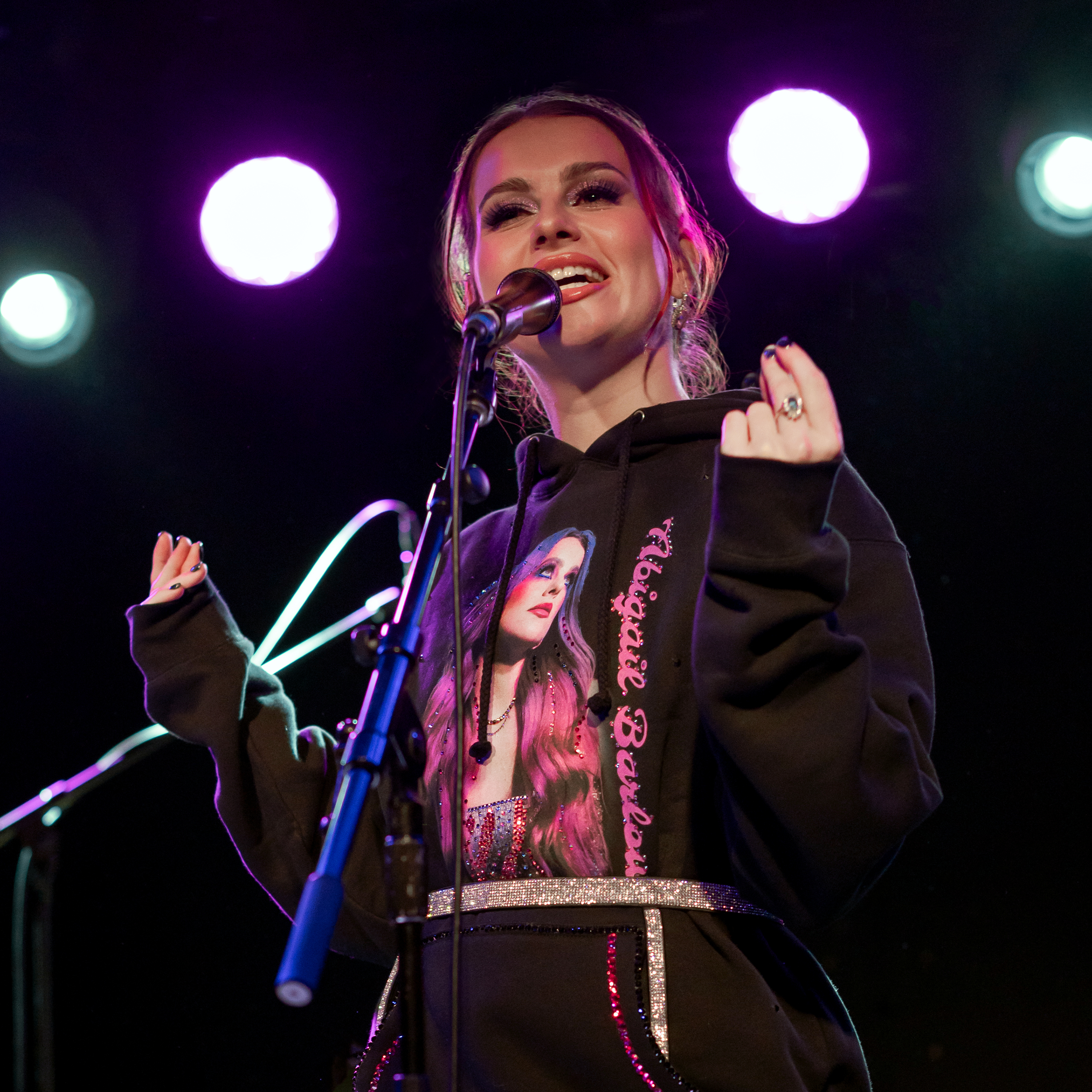
Abigail Barlow

Abigail Barlow (* 9. November 1998 in Jackson (Mississippi)) ist eine amerikanische Sängerin und Songwriterin und Grammy-Preisträgerin. 

## Leben und Wirken
Abigail Barlow, die in Jackson (Mississippi) geboren wurde, wuchs aber seit dem ersten Schuljahr in Birmingham (Alabama) auf. Sie ist die Schwester der Schauspielerin Anna Grace Barlow.
Sie hatte im Jahr 2020 mit dem Song Heartbreak Hotel einen ersten Hit, der auch das Interesse von Plattenlabels fand. Ende des Jahres 2020 brachen die Labels jedoch den Kontakt ab, sodass Barlow damals über ein Ende ihrer Musikkarriere nachdachte.
Im September 2021 war Barlow gemeinsam mit Emily Bear und dem Sänger Darren Criss Teil der 50-Jahr-Feier des Kennedy Centers, wobei sie mit Orchesterbegleitung den Song Oceans Away sangen.
Am 3. April 2022 wurde Barlow gemeinsam mit Emily Bear mit ihrem Unofficial Bridgerton Musical bei den Grammy Awards 2022 für das Beste Musical-Theater-Album ausgezeichnet. Forbes nahm sie 2022 in die Liste Forbes 30 Under 30 auf. Ebenfalls im April 2022 war sie zusammen mit Bear Gast in der Today-Show.
Im Februar 2023 wurde bekannt gegeben, dass Barlow zusammen mit Emily Bear Teil des kreativen Teams um Marius de Vries und Christopher Wheeldon im geplanten Film über Fred Astaire und Ginger Rogers sind.
Anfang Februar 2024 wurde seitens Disney bekannt gegeben, dass Emily Bear und Abigail Barlow für die Songs für Vaiana 2, der am 27. November 2024 in die Kinos kam, verantwortlich sind und damit Lin-Manuel Miranda ablösen, der im ersten Film die Songs geschrieben hatte. Sie und Bear sind damit in der Geschichte das erste rein weibliche Songwriter-Team.

## Auszeichnungen
- Abe Olman Scholarship 2021 (Songwriters Hall of Fame)[21]
- Grammy Award 2022, Kategorie „Best Musical-Theater–Album“